# Trichogrammatoidea nana
Trichogrammatoidea nana is een vliesvleugelig insect uit de familie Trichogrammatidae. De wetenschappelijke naam is voor het eerst geldig gepubliceerd in 1896 door Zehntner.